# Ладаньюс, Каролин
Каролин Ладаньюс (фр. Caroline Ladagnous, родилась 22 сентября 1988 года) — французская регбистка, выступающая на позиции винга и фулбэка. Сестра велогонщика Матьё Ладаньюса.

## Биография

### Клубная карьера
До регби занималась лёгкой атлетикой. Выступала в 2006—2014 годах за клуб «Лонс», где действовала секция по регби-7; проходила службу по контракту в составе военно-морских сил Франции. С сезона 2014/2015 выступает за «Бобиньи 93».

### Карьера в сборной
В составе сборной Франции дебютировала 3 февраля 2008 года в матче против Шотландии на Кубке шести наций. Играла на чемпионатах мира 2010, 2014 и 2017 годов, на двух последних становилась бронзовым призёром. В 2017 году сыграла 4 матча, став лучшей по попыткам (5 попыток, 25 очков за них) и лучшей в плане голов с реализаций и штрафных (25 очков, столько же у Монсеррат Амеде.
В составе сборной Франции по регби-7 выступала на Олимпийских играх 2016 года (6-е место). Сыграла 6 матчей, набрала 15 очков (3 попытки).

### Стиль игры
В сборной изначально Ладаньюс играла на позиции крыльевой или фулбэка. В 2016 году тренеры женской сборной Жан-Мишель Гонсалес и Филип Лоран предложили предложили ей сыграть на позиции центровой. В сезоне 2016/2017 она выступала на позиции центра в клубе, в 2017 году она играла и на Кубке шести наций под руководством Самуэля Шерука и Оливье Льевремона на позиции центра вместе с Элоди Публан.

### Вне игры
С 9 декабря 2017 года избрана в комитет Регбийной лиги региона Новая Аквитания по списку, который возглавлял Мишель Макари и который был утверждён президентом Французской федерации регби Бернаром Лапортом.